# Sigmatostalix dulcineae
Sigmatostalix dulcineae là một loài thực vật có hoa trong họ Lan. Loài này được Pupulin & G.Rojas mô tả khoa học đầu tiên năm 2006.